# Carolin Dahlman
Hanna Carolin Dahlman, född 16 oktober 1973 i Svanskog i Värmlands län, är en svensk författare och högerliberal debattör. Hon är dessutom livscoach.
Dahlman har skrivit ledare och krönikor för ett antal tidningar – däribland Kristianstadsbladet, Expressen, Bulletin, NWT, Smedjan, Kvällsposten och Västerviks-Tidningen. Hon har även författat rapporter och böcker för den marknadsliberala tankesmedjan Timbro, samt arbetat med bland andra Prime PR, Svenskt Näringsliv och Lotsen kommunikation.
Dahlman bodde i Australien 2005-2013 och verkade som coach. Hon gör filmer på TikTok och Youtube. 